# Bit slicing

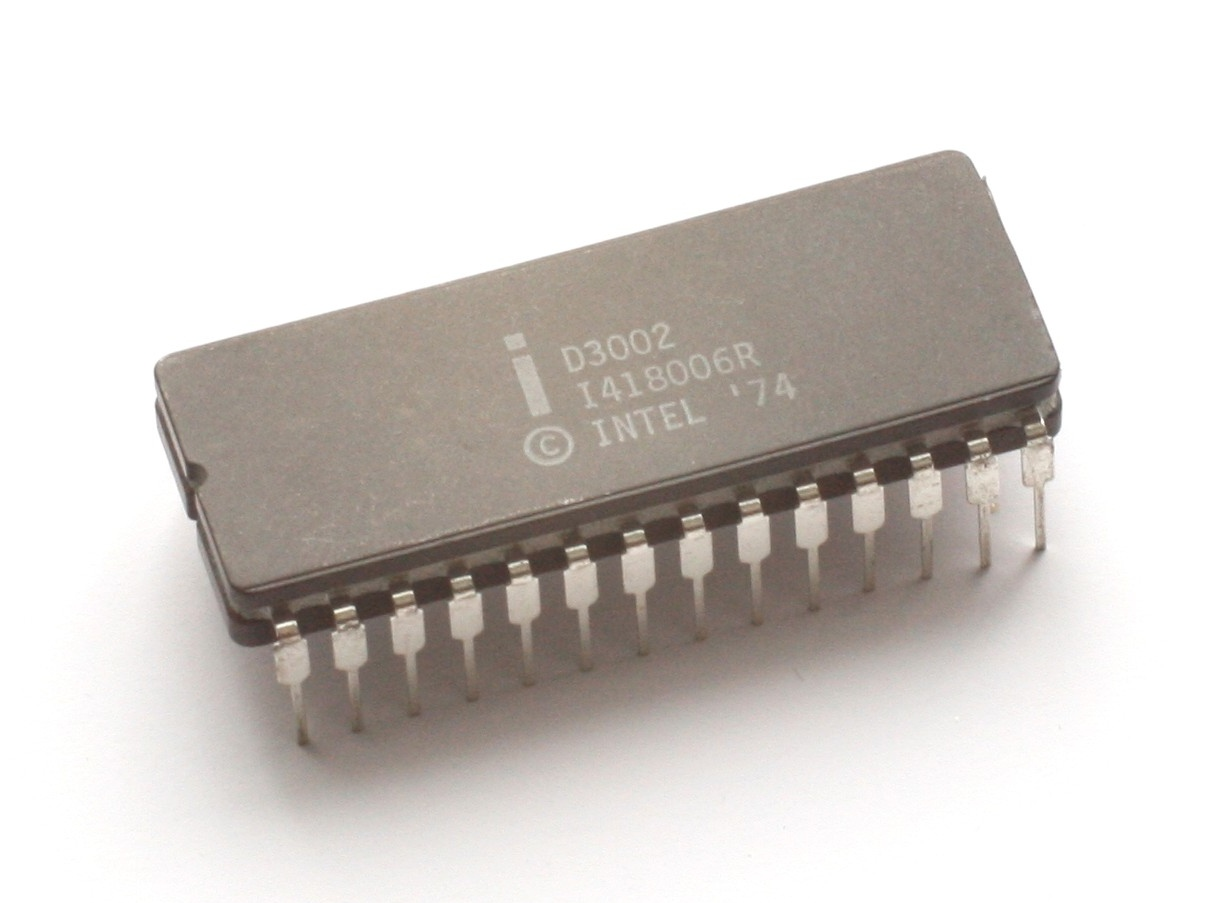
Procesador Tipo Bit slicing Intel D3002

Un bit slicing o bit slice se refiere a la arquitectura de ciertos procesadores de alta velocidad, en los que sus bloques internos han sido diseñados para poder ser expandidos (aceptan datos de mayor longitud), simplemente conectando otro procesador de las mismas características en paralelo. Por ejemplo, una palabra de 8 bits puede ser tratada por dos procesadores bit-slice de cuatro bits.
El bit slicing se ha ido extinguiendo debido a la llegada del microprocesador. Recientemente se ha utilizado en unidades aritméticas lógicas para computadoras cuánticas y como técnica de software para la criptografía en CPU x86.
- Datos: Q878691
- Multimedia: Bit slicing / Q878691